# Stegodyphus tingelin
Espèce
Stegodyphus tingelin est une espèce d'araignées aranéomorphes de la famille des Eresidae.

## Distribution
Cette espèce est endémique du Cameroun.

## Publication originale
- Kraus & Kraus, 1989 : The genus Stegodyphus (Arachnida, Araneae). Sibling species, species groups, and parallel origin of social living. Verhandlungen des Naturwissenschaftlichen Vereins in Hamburg, vol. 30, p. 151-254.